# Dionisie de Anesty

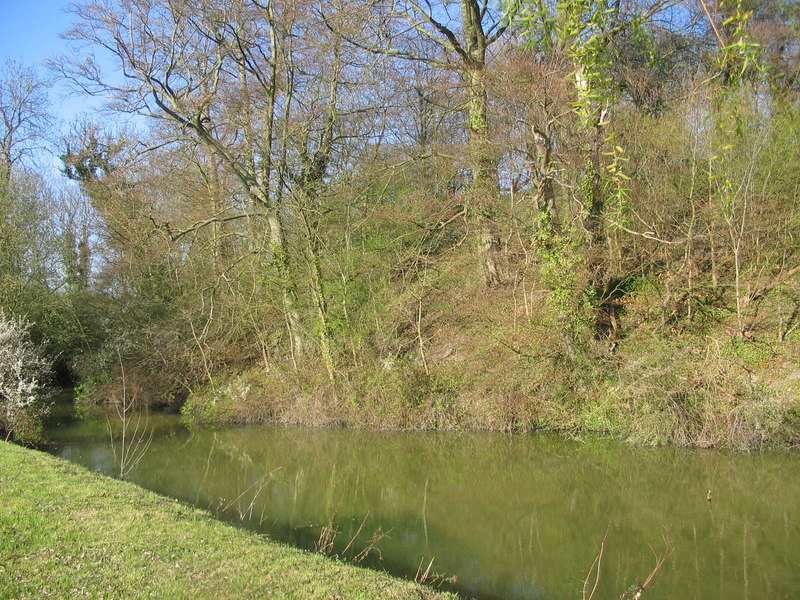
Die Motte von Anstey Castle, der Burg von Dionisies Vater Nicholas of Anesty

Dionisie de Anesty (auch Denise de Munchensi) († unsicher: 1304) war eine englische Adlige.

## Leben
Dionisie wurde als Tochter von Nicholas of Anesty von Anstey Castle in Hertfordshire geboren. Sie wurde schließlich Erbin ihres Vaters. In erster Ehe heiratete sie den Landadligen Walter Langton, der vermutlich ein Bruder von Erzbischof Stephen Langton und des Archidiakons Simon Langton war. Ihr Mann muss schon bei ihrer Heirat alt gewesen sein, nach seinem Tod 1234 heiratete sie um November 1234 den Adligen Warin de Munchensi, der bereits zwei Kinder aus erster Ehe hatte. 1251 musste sich ihr Ehemann vor Bischof Robert Grosseteste von Lincoln verantworten, weil er, vermutlich zu Unrecht, beschuldigt wurde, Dionisie zu misshandeln. Munchensi starb 1255. 1257 erwarb Dionisie für 200 Mark das Recht, einen weiteren Ehemann ihrer Wahl zu heiraten. In dritter Ehe heiratete sie Robert Butyller, dessen Identität ungeklärt ist und den sie vermutlich auch überlebte. 1281 erhielt sie von König Eduard I. die Genehmigung, ihr Gut Waterbeach in Cambridgeshire in ein Kloster umzuwandeln, doch vermutlich wurde das Priorat erst 1293 von Franziskanerinnen gegründet.
Aus ihrer Ehe mit Warin de Munchensi hatte sie einen Sohn, William de Munchensi, der 1287 starb. Dionisie wurde seine Testamentsvollstreckerin und Vormund für seine Tochter Denise, die zwar Hugh de Vere, einen Sohn von Robert de Vere, 5. Earl of Oxford heiratete, jedoch 1314 kinderlos starb. Zum Erben von William de Munchensi wurde damit Aymer de Valence, 2. Earl of Pembroke, ein Sohn von Dionisies Stieftochter Joan de Munchensi. Dieser starb ohne eheliche Nachkommen, seine Witwe Marie de Saint-Pol verlegte 1347 Waterbeach Priory in das nahegelegene Denny.
Walter of Bibbesworth widmete vermutlich um 1235 Dionisie die auf anglonormannisch verfasste Gedichtsammlung Le Tretiz, die als Sprachlehrbuch für ihre Stiefkinder und ihren Sohn gedacht war und später weit bekannt wurde.